# Факултет за примењену екологију Универзитета Метрополитан
Факултет за примењену екологију (скраћено Футура) је високошколска установа са статусом правног лица, која послује у саставу Универзитета Метрополитан у Београду. Прати принципе Болоњске декларације и акредитован је од стране Министарства просвете Републике Србије.

## Историја
Факултет за примењену екологију основан је у оквиру Универзитета Сингидунум у Београду, 2006. године, а регистрован од стране Министарства просвете Републике Србије и то Одлуком о оснивању број 612-00-00271/2005-04 од 23. фебруара 2006. Током 2017. приступио је Универзитету Метрополитан, у својству правног лица.

## Студије
Основне академске студије
- Заштита животне средине
- Примењена екологија

Мастер академске студије
- Управљање ризицима у животној средини
- Економија животне средине и климатске промене

Докторске академске студије
- Одрживи развој и животна средина